# 一龍齋貞彌
一龍齋貞彌（日语：一龍斎 貞弥，1968年2月2日—），日本女性配音員、旁白、講談師。出身於大分縣。身高160cm。A型血。

## 人物簡介
青二Production所屬。舊藝名原亞彌（日语：原 亜弥／はら あや），2011年11月晉升二目之後改名一龍齋貞彌。日本女子大學文學部畢業，青二塾東京校第10期出身。
擅長方言為大分方言。擁有生田流琴三絃師傅、剛柔流空手道二段的專業執照資格。
為人熟悉的代表配音作品有動畫《超時空要塞II -LOVERS AGAIN-》的沙織，遊戲《星際火狐：突襲》的克莉斯塔爾、《露娜 銀河之星》系列的魔女傑諾比亞和蕾米莉雅·歐薩、《銀河少女傳說》系列的六本木的舞等。
除了從事動畫和遊戲的人物配音之外，還有廣泛擔任綜藝節目的旁白。其中知名的是由讀賣電視台播出的美食綜藝節目《料理東西軍》。
興趣有常盤津、唱歌、講英語。特技是讀經。

### 講談師經歴
- 2007年10月：從講談師（日语：講談師）一龍齋貞花（日语：一龍斎貞花）門下入門，名號貞彌（ていや）[2]。
- 2008年3月：晉升前座。
- 2011年10月：晉升二目[注 1][2]。

## 演出作品

### 電視動畫
1991年
- 奇天烈大百科（鋼琴老師、牙科醫生）

1992年
- 櫻桃小丸子 (第1期)（女人）
- 超電動機械人 鐵人28號FX
- 美少女戰士（妖怪）

1996年
- YAWARA！a fasionable Judo Girl！（鶴龜女子柔道社社員）

2004年
- 名偵探柯南（蒂沃利公園受理人員）

2005年
- 怪醫黑傑克（機場廣播）
- 名偵探柯南（安永雪子）

2009年
- 我們這一家（戶山的朋友A）
- 閃亮雙胞胎（秋田）

### OVA
1995年
- 銀河少女傳說（日语：銀河お嬢様伝説ユナ）（六本木的舞）

1996年
- 超時空要塞II -LOVERS AGAIN-（沙織）

### 電影動畫
1995年
- 卡塔君物語（日语：カッタ君物語）（青木律子）

1998年
- 藍色恐懼[3]

2003年
- 劇場版 我們這一家（老奶奶2）

### 遊戲
1992年
- 銀河少女傳說（日语：銀河お嬢様伝説ユナ）（六本木的舞、中國的麗美）
- 露娜 銀河之星（魔女傑諾比亞、蕾米莉雅·歐薩）

1995年
- 銀河少女傳說2 永遠的Princess（六本木的舞）

1997年
- 銀河少女傳說3 LIGHTNING ANGEL（六本木的舞、家柄與血筋的露美娜伊芙）

2005年
- 星際火狐：突襲（克莉斯塔爾）

2008年
- 任天堂明星大亂鬥X（克莉斯塔爾、羅賓）

2009年
- 露娜 銀河之星 ～銀白星球的和聲～（魔女傑諾比亞、蕾米莉雅·歐薩）

2014年
- 任天堂明星大亂鬥 for Wii U（克莉斯塔爾）

2018年
- 任天堂明星大亂鬥 特別版（克莉斯塔爾）

### 外語配音

#### 電視影集
- 飛越比佛利

### 廣播劇
- CLICK & DEAD NETWAY SWEEPERS（日语：クリック&デッド NETWAYスイーパーズ）（平澤京子，文化放送）

### 旁白
- 料理東西軍（旁白、紅區的配音，讀賣電視台）
- （TBS）
- DREAM PRESS社（日语：ドリーム・プレス社）（TBS）
- NHK高校講座 世界史（日语：NHK高校講座）（NHK教育）
- （WHC）

### 聲音案內
- Paloma（日语：パロマ (企業)）給湯器
- 全日空預約案內中心

## 腳註

## 外部連結
- 青二Production公式官網的聲優簡介 （页面存档备份，存于） （日語）
- 一龍齋貞彌 （页面存档备份，存于） （日語）－講談協會官方網站。
- 一龍齋貞彌的X（前Twitter） （日語）